# Nikomed III. Bitinski
Nikomed III. Everget (starogrško Νικομήδης Εὐεργέτης, latinizirano: Nikomedes Evergétes, dob. 'Nikomed Dobrotnik') je bil  od ok. 127 pr. n. št. do ok. 94 pr. n. št. kralj Bitinije. Bil je sin in naslednik Nikomeda II. Bitinskega. 

## Življenje
Nikomed III. je bil zaveznik Mitridata VI. Pontskega. Skupaj sta napadla Paflagonijo, pregnala njenega vladarja in si jo razdelila.
Mitridat VI. je leta 116 pr. n. št. ukazal nekemu Gordiju, da je umoril kralja Ariarata VI. Kapadoškega, in se nato odločil umoriti tudi Ariaratove mlade sinove, da bi s tem pridobil trdno oblast nad Kapadokijo. Nikomed III. mu je prekrižal račune in takoj po Ariaratovi smrti vdrl v Kapadokijo in se dogovoril za poroko z  Ariaratovo vdovo Laodiko. Jezni Mitridat VI. je Nikomeda pregnal in na prestol vrnil Laodikinega sina Ariarata VII. Slednjega je nato umoril in na njegovo mesto postavil njegovega sina Ariarata IX. pod Gordijevim skrbništvom.
Leta 100 pr. n. št. so se po umoru Ariarata VII. Kapadočani uprli Mitridatu VI. in iz Pergamona poklicali kraljevega brata Ariarata VIII., da bi vladal kot kralj Kapadokije. Po njegovi vrnitvi je v Kapadokijo vdrl Mitridat III. Bitinski in ga pregnal. Ariarat VIII. je leta 96 pr. n. št. umrl. Z njegovo smrtjo je izumrla tudi njegova dinastija. Sledila so prerekanja in spletke, povezane s kapadoškim prestolom, ki so se končale u odlokom rimskega senata, da mora Mitridat VI. zapustiti  Kapadokijo, Nikomed III. pa Paflagonijo.

## Zanimivosti
Ohranilo se je besedilo odloka, ki ga je leta 102 pr. n. št. izdalo mesto Delfi. Odlok je bil povezan z razdelitvijo nalog tridesetih sužnjev, ki sta jih mestu poslala Nikomed III. in kraljica Laodika. V odloku je bila tudi hvalnica obema vladarjema in ukaz za postavitev njunih kipov na najvidnejšem mestu v templju pitijskega Apolona. Oba monarha in njuni potomci so dobili  prednostni dostop do preročišča v Delfih in druge pravice, oprostitve davkov, privilegirane sedeže na mestnih igrah in druge privilegije. Njuni podložniki so imeli enake pravice kot meščani Delfov, vendar niso mogli opravljati javnih funkcij in v mestu svobodno trgovati.
Diodor Sicilski je zapisal, da je Nikomed III. na prošnjo konzula Gaja Marija, naj mu pošlje vojake za vojno s Kimbri in Tevtoni v Galiji, odgovoril,  da jih ne more poslati, ker so "večino Bitincev odpeljali davkarji kot sužnje in jih razkropili po provincah". Rimski senat je na podlagi te informacije odredil, da "noben svobodnjak, ki pripada kateremu od rimskih zaveznikov, ne sme biti v nobeni provinci prisiljen v suženjstvo in da morajo pretorji poskrbeti, da bodo vsi že zasužnjeni svobodnjaki osvobojeni".